# Indie dance
Sous-genres
Electroclash, new rave
Genres associés
Nu-disco
L'indie dance (aussi appelé dance alternative ou underground dance aux États-Unis) est un genre musical mêlant de nombreux sous-genres de rock à la dance. Bien que très limitée aux îles britanniques, il se popularise sur le sol international avec des groupes comme New Order dans les années 1980 et The Prodigy dans les années 1990.

## Caractéristiques
AllMusic note que l'indie dance mêle la « structure mélodique du rock alternatif et du rock indépendant au rythme de la musique électronique, aux synthétiseurs et/ou échantillons sonores, et l'atmosphère de la dance post-disco. » The Sacramento Bee la considère comme du « postmoderne–eurosynth–technopop–new wave dans un mixeur. »
Le genre s'inspire significativement de la culture club en incorporant d'autres styles musicaux comme la synthpop, l'electronic body music, l'acid house, et le trip hop. Les musiciens d'indie dance sont identifiés par la texture et le mélange d'éléments musicaux spécifiques. Ils sont habituellement signés à des petits labels indépendants

## Histoire

### XXesiècle
La plupart des musiciens d'indie dance sont britanniques, « grâce à l'émergence des scènes club et rave dans la culture musical underground. » Les New Order sont cités par AllMusic comme le premier groupe du genre avec leurs chansons des années 1982 et 1983 mêlant du post-punk à de l'électro/synthpop dans le style du collectif allemand Kraftwerk. L'indie dance influence significativement la scène britannique Madchester à la fin des années 1980 (originaire de Manchester, la ville natale des New Order) et des scènes trip hop et rave des années 1990. Le club The Haçienda de Manchester, fondé par les New Order et Factory Records, devient le berceau du genre au Royaume-Uni dans les années 1980.
The Prodigy et The Chemical Brothers sont deux groupes britanniques importants des années 1990, ; Liquid Soul, de Chicago, et Dubtribe de San Francisco, popularise la musique dance « au-delà de sa vieille identité de genre uniquement centré sur les singles, sans musicien identifiable à long terme. » La scène américaine est rarement diffusée à la radio et la majeure partie des chansons innovatrices restent underground ou sont importées. Le troisième album des Prodigy The Fat of the Land est le premier succès international d'indie dance lorsqu'il atteint la première place dans 25 pays en 1997.

### XXIesiècle
Tandis que les ordinateurs et logiciels musicaux deviennent plus accessible et avancés au début du XXIe siècle, des groupes tentent de faire leur propre production. De la musique de haute qualité est créée rien qu'avec l'usage d'un simple ordinateur portable. De telles avancées mènent à l'émergence significative de producteurs maison, également du genre indie dance, sur Internet. Selon la DJ de BBC Radio 1 Annie Mac, une partie de la scène du nouveau millénaire vient du « sens de la communauté » ; elle note que les « sites Internet, blogs et pages Myspace permettent aux utilisateurs de communiquer entre eux et de dire ce qui leur plaît. Ce n'est pas comme dans l'ancienne scène, où ces DJ imposaient leurs goûts. Le bouche-à-oreilles est si important maintenant. »
Au début des années 2000, le terme d'« electroclash » est utilisé pour décrire des artistes comme Fischerspooner et Ladytron qui mêlent new wave et musique électronique. Le festival Electroclash se déroule à New York en 2001 et 2002, avec quelques tournées supplémentaires aux États-Unis et en Europe en 2003 et 2004. Au milieu des années 2000, le magazine britannique NME popularise le terme de « new rave » (« new wave » et « rave ») pour décrire la musique de groupes comme Klaxons.

### Indietronica
L'indietronica, ou indie electronic, est un genre musical ancré dans le rock indépendant affilié à la musique électronique, faisant usage d'échantillonneur, de synthétiseurs, de boîtes à rythmes et d'ordinateur, ayant émergé au début des années 2000.